# Ейніх Акерман
Ейніх Акерман (також Генех або Геніх Аккерман, їд. העניך אַקערמאַן‎; 6 жовтня 1901, Малинці Хотинського повіту Бессарабської губернії — 8 вересня 1970, Нью-Йорк) — єврейський поет і журналіст. Писав на їдиш.

## Біографія
Ейніх Акерман навчався в повітовому містечку Хотин. Дебютував віршами в кишинівській газеті «Дер Моргн» (Ранок) в 1919 році, а в наступному, 1920 році переїхав до Сполучених Штатів Америки, де продовжив публікувати поезію в численних періодичних виданнях країни, в тому числі «Федер» (Пір'я), «Уфганг» (Схід), «Гройсер Кундес» (Великий пустун), «Герехтікайт» (Правота), «Американер» (Американець), «Фрайє Арбетер Штіме» (Вільний робітничий голос) і «Кіндер-Журнал» (Дитячий журнал).
Спільно із Зеліком Дорфманом та Мойше Штаркманом він випустив у 1932 році в Нью-Йорку поетичну збірка «Рефлексн». У тому ж році Ейніх Акерман став постійним співробітником нью-йоркської газети «Форвертс» (Вперед [Архівовано 1 грудня 2005 у Wayback Machine.]), де вів недільну рубрику «Штойгндике гэшихтэс фун эмэсн лэбм» (Неймовірні історії зі справжнього життя), іноді під псевдонімом «А Молынэцэр», тобто — Малинецький.
З 1934 року він працював у нью-йоркській газеті «Тог» (День), де вів аналогічну рубрику. У 1962 році Ейніх Акерман випустив у Тель-Авіві автобіографічну книгу «Х'бін кейнмол ништ авек фун дер һэйм» (Я ніколи не залишав домівки) про дитячі роки в Бессарабії. Помер Ейніх Акерман у Нью-Йорку в 1970 році. Єврейські народні казки в переказі [Архівовано 7 березня 2016 у Wayback Machine.] Акермана увійшли до «Антології літератури на їдиші» (Anthology of the Yiddish Literature, том 1, Нью-Йорк), що вийшла в 1981 році.

## Книги
- לידער און פּראָזע (Лідерів ун прозэ — вірші та проза). Чернівці, 1920.
- רעפֿלעקסן (Рэфлэксн — Рефлексії). Нью-Йорк, 1932.
- כ'בין קײנמאָל נישט אַװעק פֿון דער הײם (Х'ю бін кэйнмол ништ авек фун дер һэйм [Архівовано 5 березня 2016 у Wayback Machine.] — Я ніколи не залишав вдома), В. Л. Перець Фарлаг: Тель-Авів, 1962 (фронтиспісі [Архівовано 18 серпня 2016 у Wayback Machine.] і дарчий напис [Архівовано 18 серпня 2016 у Wayback Machine.] каларашському колекціонеру Йозефу Фіштейну [Архівовано 5 березня 2016 у Wayback Machine.]).